# 基涅利區

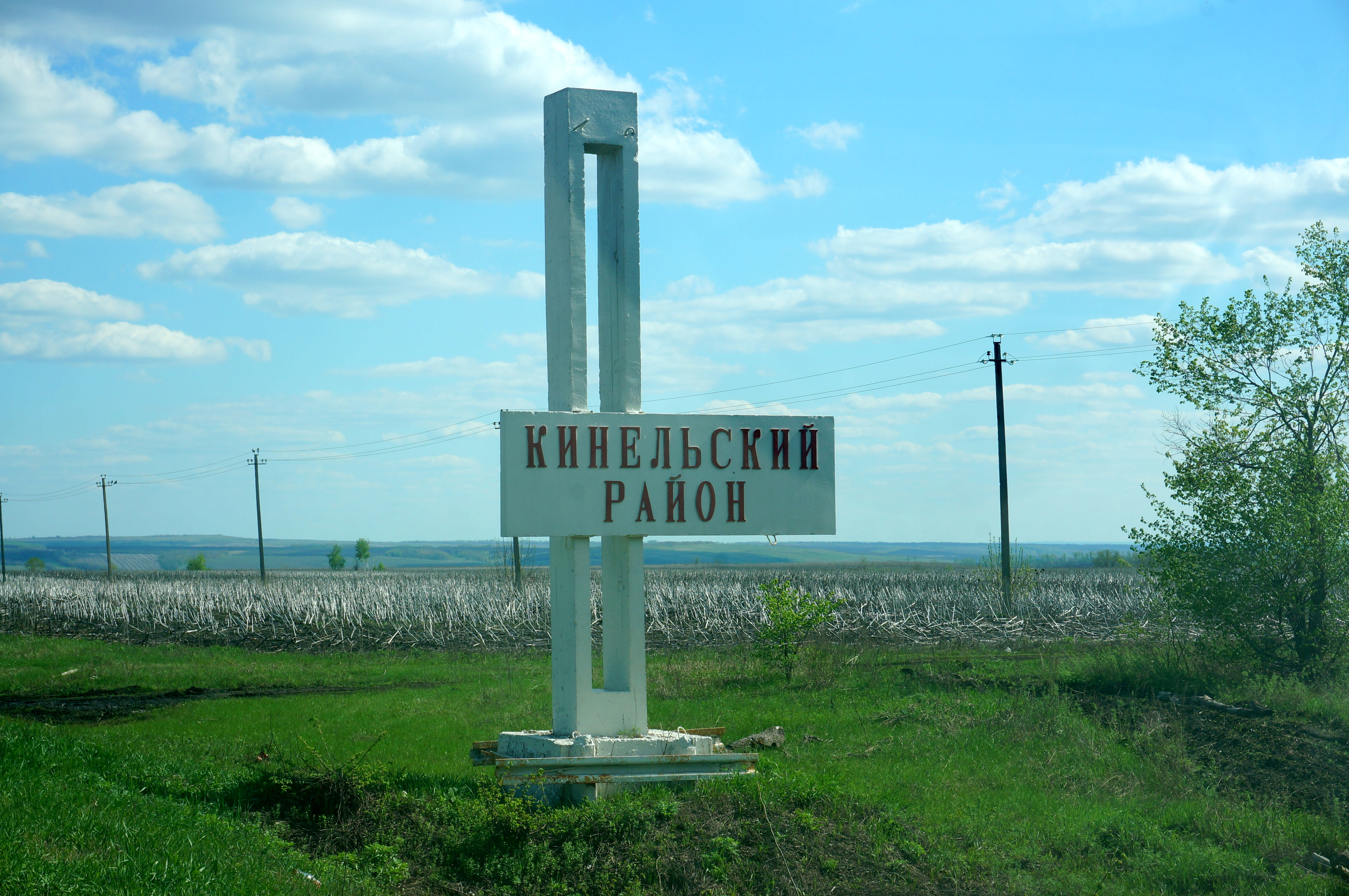

53°14′N 50°37′E / 53.233°N 50.617°E
基涅利區（俄语：Кинельский район），是俄羅斯的一個區，位於該國西南部，由薩馬拉州負責管轄，面積2,103.7平方公里，2010年該區人口33,258，人口密度每平方公里15.81人。